# تاریخ لهستان (۱۹۴۵–۱۹۸۹)

روزنامه لهستانی سال ۱۹۸۱

تاریخ لهستان از ۱۹۴۵ تا ۱۹۸۹ شامل دوره حاکمیت کمونیستی در لهستان پس از پایان جنگ جهانی دوم است. این سال‌ها، اگرچه شامل صنعتی شدن، شهرنشینی و پیشرفت‌های زیادی در بالا بردن سطح استانداردهای زندگی بود، اما با سرکوب‌های اولیه استالینیستی، ناآرامی‌های اجتماعی، نزاع‌های سیاسی و مشکلات اقتصادی شدیدی نیز همراه بود.
در اواخر جنگ جهانی دوم، ارتش سرخ شوروی در حال پیشروی، همراه با نیروهای مسلح لهستان در شرق، نیروهای آلمان نازی را از لهستان اشغالی بیرون راند. در فوریه ۱۹۴۵، کنفرانس یالتا تشکیل دولت موقت لهستان را از یک ائتلاف سازش، تا انتخابات پس از جنگ تحریم کرد. جوزف استالین، رهبر اتحاد جماهیر شوروی، اجرای این حکم را دستکاری کرد. با نادیده گرفتن دولت تبعیدی لهستان که از سال ۱۹۴۰ در لندن مستقر است، یک دولت موقت وحدت ملی تحت کنترل کمونیست در ورشو تشکیل شد.
در طی کنفرانس بعدی پوتسدام در ژوئیه تا اوت ۱۹۴۵، سه متحد بزرگ تغییر عظیمی را در مرز غربی لهستان تصویب و قلمرو جدید آن را بین خط اودر-نایسه و خط کرزون تصویب کردند که منجر به کوچک شدن مرزهای لهستان و شباهت آنها به مرزهای لهستان شد. به دنبال نابودی جمعیت یهودیان لهستانی در هولوکاست، فرار و اخراج آلمانی‌ها در غرب، اسکان مجدد اوکراینی‌ها در شرق و اخراج و اسکان مجدد لهستانی‌ها از مناطق مرزی شرقی (کرسی)، لهستان برای اولین بار در طول تاریخ خود یک دولت - ملت همگن از نظر قومی و بدون اقلیت‌های برجسته داشته‌است. دولت جدید قدرت سیاسی خود را تثبیت کرد، در حالی که حزب کارگران متحد لهستان (PZPR) تحت رهبری بولسلاو بیروت کنترل قاطعی بر کشور داشت، که باعث می‌شد کشوری مستقل در حوزه نفوذ شوروی باقی بماند. قانون اساسی ژوئیه در ۲۲ ژوئیه ۱۹۵۲ منتشر شد و این کشور رسماً به جمهوری خلق لهستان (PRL) تبدیل شد.
پس از مرگ استالین در سال ۱۹۵۳، یک «ذوب» سیاسی به جناح لیبرال تری از کمونیستهای لهستان، به رهبری وادیسلاو گوموشکا، اجازه افزایش قدرت را داد. در اواسط دهه ۱۹۶۰، لهستان با افزایش مشکلات اقتصادی و همچنین سیاسی روبرو شد. اوج آنها در بحران سیاسی ۱۹۶۸ لهستان و اعتراضات ۱۹۷۰ لهستان بود که افزایش قیمت مصرف‌کننده منجر به موج اعتصاب شد. دولت برنامه اقتصادی جدیدی را مبتنی بر وام‌های کلان از طلبکاران غربی معرفی کرد که منجر به افزایش سطح رفاه زندگی و انتظارات شد، اما این برنامه به معنای ادغام فزاینده اقتصاد لهستان با اقتصاد جهانی بود و پس از بحران نفتی ۱۹۷۳ دوبراه متزلزل شد. در سال ۱۹۷۶، دولت ادوارد گایرک مجبور شد تا دوباره قیمت‌ها را افزایش دهد که منجر به اعتراضات ژوئن ۱۹۷۶ شد.
این چرخه سرکوب و اصلاحات و مبارزه اقتصادی - سیاسی با انتخاب کارول وویتیشا به عنوان پاپ ژان پل دوم در سال ۱۹۷۸ دارای ابعاد جدیدی شد. صعود غیرمنتظره وویتیا، مخالفت با سیستم اقتدارگرا و ناکارآمد سوسیالیسم دولتی نومنکلاتورا را به ویژه با اولین سفر پاپ به لهستان در سال ۱۹۷۹ تقویت کرد. در اوایل ماه اوت ۱۹۸۰، موج جدیدی از اعتصابات منجر به تأسیس اتحادیه صنفی مستقل «همبستگی» (Solidarność) به رهبری لخ وائسا شد. قدرت و فعالیت روزافزون مخالفان باعث شد که دولت وویچچ جاروزلسکی در دسامبر ۱۹۸۱ حکومت نظامی اعلام کند. با این حال، با اصلاحات میخائیل گورباچف در اتحاد جماهیر شوروی، فشارهای فزاینده غرب و اقتصاد ناکارآمد، رژیم مجبور به مذاکره با مخالفان خود شد. گفتگوهای میزگرد ۱۹۸۹ به مشارکت همبستگی در انتخابات ۱۹۸۹ منجر شد. پیروزی چشمگیر نامزدهای این حزب باعث ایجاد اولین جانشینی گذار از حکومت کمونیستی در اروپای مرکزی و شرقی شد. در سال ۱۹۹۰، یاروزلسکی پس از انتخابات ریاست جمهوری از این سمت استعفا داد و با موافقت والسا روبرو شد.